# 関東大震災中国人虐殺事件
関東大震災中国人虐殺事件（かんとうだいしんさい ちゅうごくじん ぎゃくさつじけん）とは、1923年9月1日に発生した関東大震災による混乱の中で発生した中国人の虐殺事件である。日本の軍隊や警察、民衆等により、主に出稼などのために中国から日本に来ていた中国人労働者ら200人近くから400人以上が東京府南葛飾郡大島町で無差別に虐殺された大島町事件
、警察の亀戸署からの依頼で軍が留学生王希天を殺害したとされる王希天事件などが知られている。そのほか横浜でも150人が殺害されたといわれる。それら中国人を理由とした事件以外にも、朝鮮人と誤認されて殺傷された事件もある。惨殺された人の数は判明しただけで全体で少なくとも600人以上とされている。なお、自警団による虐殺をふせぐため、彼らはかつての習志野の捕虜収容所に収容されることになったが、最大収容者数（9月17日）は朝鮮人3千人以上に対し中国人約1700人であった。
帰国した中国人生存者から、大島町における集団虐殺事件、習志野での拘禁、留学生王希天が行方不明事件になっていることが伝えられて発覚した。亀戸あたりには中国人労務者が多く、中国人留学生の王希天は神保町で中華YMCAの幹事を務め、また在日中国人労働者の共済会である「僑日共済会」を大島町3丁目に設立、その会長を務め、中国人の権利拡大活動で知られていた。
これらは国際問題となり、日本でも自由法曹団が調査と事件の追及に動いていた。しかし、日本側は大杉栄事件以上の国際的な大問題となりかねない事態を前に真相隠ぺいを決定した。警察は死体の人相・衣服が分からないよう焼却して川に流す、証人に圧力をかける等、隠ぺいに奔走、また、王希天の殺害に関わった部隊の所属する旅団の中隊長の一人で旅団の参謀格的な立場にあった遠藤三郎は王希天は釈放されてその後にそのまま行方不明になったとの内容をデッチ上げた報告書『事件つづり』を作成した。
1923年12月には中国政府調査団（団長：王正廷）が来日した。日本政府は王希天は単なる行方不明とし、多数の中国人労働者の殺害の損害賠償に関しては交渉を行った。中国側も外交部長の顧維均の事前の申入れこそ、加害者の速やかな処罰と王希天家族への賠償及び撫恤金支払であったが、実際には王正廷の主目的は借款で、被害調査は日本の態度次第だが、なるべく円満迅速に解決したいと語っていたともされる。なお、たまたま同姓であったことから、日本側では一時期、調査団の王正廷は王希天の縁者だという噂も流れている。
1923年11月に日本の外務省条約局が中国人虐殺問題ついての国家責任を調査した文書には「暴動の行為が外国人に対し行われた場合は、官憲に身体財産の安全を確保する義務があると推定され、国家に賠償責任がある」との記述が残っている。また中国からの調査団派遣などを受けた日本政府が、1924年5月に「当時混乱の際、在留支那人の中にも不慮の災害を被りたる者少なからざるべしと思考する」「支那人傷害事件慰藉（いしゃ）金20万円責任支出の決定」をした記録、またその後に中国側の内戦激化により交渉が中断して賠償も行われなかった記録も残っている。しかしこの問題について、日本政府は公には認めてきていない。

## 事件発覚の経緯と隠蔽
虐殺されたのは主に温州出身の労働者達。当時上海港では温州同郷会が船が着く度に帰国者を出迎え、四明公所や温州会館で寛がせた後、船を用意して故郷の温州へ無料送還していた。
1923年10月12日、山城丸が上海港に入港。この日、山城丸から多数の怪我人が降りてきたため港は大騒ぎとなる。重症者は四明公所に運び込まれ手当を受けた。彼らの口から、主として大島町での労働者集団惨殺の模様、習志野での幽禁、更には王希天のその後の行方不明について語られた。
この船には王希天の親友で同じく留学生だった王兆澄が労働者に変装して乗っていた。船中で労働者達の受難状況を調査していた王兆澄は、上陸後すぐに新聞社に連絡して、その日の内に記者会見を開催。上海の新聞が一斉に報道した事から事件が発覚した。大島町8丁目の虐殺の唯一の生存者の黄子連も10月12日の送還船で帰国、メディアに語ったり、虐殺事件の日中間の問題化後は北京政府外交部の事情聴取を受けている。
当時の中国国内では、隣国日本で発生した大震災に対しカンパを募って義捐金を贈っていたが、突然の「いわれなき日本の殺人行為」により世論が大きく変わったという。
11月7日、『読売新聞』が大島町の中国人大量虐殺と王希天の行方不明について報道しようとしたが、印刷直前に鉛版の鉛を削り取るという異例の形で検閲による削除が行われ、紙面の一部が白紙となって発行された。（のちの1990年代になって、中国温州出身者大量横死の真相究明に取り組んでいた仁木ふみ子により、外交資料館で同新聞の検閲削除前の原稿が発見された。その内容は、事件の真相を明らかにし、法に照らし厳正に罪責を糾し、中国の政府と国民に謝罪することを訴えるものであった。）
震災後の11月同7日に首相・山本権兵衛、内相・後藤新平、陸相・田中義一、司法相・平沼騏一郎、外相・伊集院彦吉による五大臣会議が開かれ、隠蔽が決定され、警視総監・検事総長も同意した。

## 事件詳細
亀戸署で社会主義者10人が殺害された亀戸事件で自由法曹団の調査を受けた八島京一は、その際に大島町八丁目の大島鋳物工場横で朝鮮人・中国人200～300人の虐殺された死体をみたことを語っている。警察は中国の調査団が来るということで人相・服装などから身元が分からないよう死体を焼き払って、川に流している。9月上旬頃、川には虐殺や震災後の火事にまかれたことによる焼死体も含めてそのような死体がびっしり浮いていたとされる。このとき大島町で殺害された中国人は200名近くから400名ほどまで諸説ある。また、王兆澄が人夫差配師の日本人から聞いた話によれば、中国人宿所を経営していた日本人4～5名ほども中国人労務者といっしょに殺されたという。
アメリカに接収されてその後戻って来た文書の中に、警視庁外事課長の広瀬久忠からの外務省に公式報告した直話としてタイプされた9月6日付けの「大島町支鮮人殺害事件」があり、そこでは、放火嫌疑に関連して青年団などから引き渡しを受けた中国人・朝鮮人300ないし400名を軍及び自警団が大島町7丁目で3回にわたって銃殺または撲殺したと述べられている。一方で、陸軍の『関東戒厳司令部詳報』の『震災警備ノ為兵器ヲ使用セル事件調査表』中で、大島町8丁目で中国人労働者との説があるものの軍隊側は朝鮮人と確信した者ら200名につき騎兵が首領格ら3名を銃把で殴ったことをきっかけに朝鮮人と警官が争闘を起こし軍はこれを防止しようとしたが朝鮮人は全部殺害されたという記述を、田原洋は東京都公文書館で発見している。この『関東戒厳司令部詳報』は一部紛失していて、この文書表紙目次で第5巻第11章のタイトルは切り取られ、本文もすべて紛失していて、防衛庁所蔵資料にもないという。陸軍省高級副官の中村幸太郎名の文書『関東地方震災関係業務詳報提出ノ件』によれば「外国人及び社会主義者ニ関スル事項」というタイトルがあるはずで、田原洋はこれがそれであり、ここに震災直後の社会主義者・朝鮮人・中国人の虐殺事件について書かれていたはずだと考えている。
警察や軍の主張は互いに責任を相手に押し付け合っているが、事件後から日本人や中国人による調査が行われ、戦後の研究もある。当時は東京市外の南葛飾郡大島町では工場などで働く中国人労働者千数百人が60数軒の宿舎に寝起きしていた。9月3日朝、在郷軍人会か消防団らしきメンバーから日本人住民には外出しないよう伝えられていた。朝のうちには兵士2名が大島6丁目の宿舎から中国人労働者らを引き立てていった。このころ、2人の中国人が8丁目の空き地で殺害されている。昼頃、軍・警察・青年団らが8丁目の宿舎から「金を持っているやつは国に帰してやる」と言って中国人200人近くを連れ出し、近くの空き地で殺害、行ったのは群衆と5～6名の兵士、中川水上署の巡査を含む数名の警官であったと伝えられる。午後3時頃、人々が鮮人らだと称して中国人労働者と思われる200名ほどの始末を協議していたところ、岩波少尉以下69名と三浦少尉以下11名の軍の部隊が来て、中国人労働者すべてを殺害した。この日、大島町の各所で中国人・朝鮮人の虐殺が起こっている。

## 研究史
戦後、70年代に入ってこれらの事件の研究は進展する。背景の一つには、研究者・ジャーナリストらによる掘り起こしと当時の関係者が語り始めたことがある。
関東大震災下の中国人虐殺を主題として最初に取り上げた研究は、松岡文平の「関東大震災と在日中国人」及び「もう一つの虐殺事件—関東大震災と在日中国人」（ともに1972年）で、当時の報道などを利用して丹念に追究を行い、大島町における集団殺害と王希天事件とを見出した。松岡はさらに中国側の史料も利用して「関東大震災下の中国人虐殺事件について」（1974年）を発表している。
前後して『歴史評論』1973年10月号に掲載された小川博司の「関東大震災と中国人労働者虐殺事件」は、主に中国側の史料に依拠して分析を行った。小川によれば、中国側の認識する虐殺の背景には、対華21カ条要求に対する経済絶交運動などの抵抗へのうらみ、中国人労働者の移入制限に対する抵抗への暴力的な見せしめがあげられているという。
王希天事件に兵士の一人として居合わせ、怒りを覚えていた久保野茂次は、同事件を自身の日記に記録し密かに保管していた。久保野はその日記を70年代に至って公表した。
震災時にこれらの事件に関わった部隊にいて、自らも王希天事件の隠ぺいについては携わった遠藤三郎は、戦後、これらの事件について語り始めた。70年代に角田房子の取材に対し、これらの虐殺事件について、悪いとはわかりきっているが当時の兵隊は朝鮮人を多く殺せば国のためになり勲章でも貰えるつもりだった、それを殺人罪で裁いてはいけない、責任は兵隊にそんな気持ちを抱かせ勝手にやらせた者にあると、答えている。
ジャーナリストの田原洋は、1981年春に遠藤三郎に会った際、たまたま王希天殺害事件について遠藤を通して知り、調査を決意した。その結果、①王希天は労働運動家ではなく社会事業家であったこと、②中国人も朝鮮人虐殺に隠れているが多数が殺害されていること、③すでに一部研究者の間で（王希天や大島町の事件などを含めた）中国人虐殺事件が震災下の四大虐殺事件（後述）として研究対象となっているとの途中報告を、遠藤は田原から聞くこととなった。王希天が社会主義者でなかったことを初めて知った遠藤は、もちろん社会主義者だからといって殺していいわけではないとしつつも衝撃を受け、隠蔽工作についてこれまで反省したこともなかったとの後悔の言葉を語った。また、王希天に関する遠藤の証言は歴史的に重要なものであり、角田の追加取材はなくミスリードがあったままと思える部分はそのままであるとの説明も受け、遠藤は決心、事件に直接に関わった者の名も明かし、田原に調査を続けるよう依頼した。この田原洋の調査により王希天殺害の実行を指示された者も明らかとなった。当人は悔いの念をずっと持ち続けていたという。田原洋の調査結果は王希天事件研究の一つの定説を形成している（2024年現在）。

### 震災下の四大虐殺事件、五大虐殺事件
通常、震災直後の虐殺・弾圧事件として、その重大性に照らして、官憲・軍による権力犯罪として甘粕事件（大杉栄らの虐殺）や亀戸事件（亀戸警察署における日本人社会主義者らの虐殺）と、規模等の点から軍・官憲・民衆による朝鮮人虐殺事件が震災下の三大虐殺事件（三大虐殺事件）として、長らく挙げられてきた。その場合、中国人虐殺事件は、ともすれば朝鮮人と間違えられたといった形で朝鮮人虐殺事件の一環という形で見られることが多かった。しかし、本項にみられるようにそれ自体独自の性格を持っていた大量虐殺事件があると思われることが明らかになってきたこと、あるいは、巻き添えという見方そのものを差別という観点から嫌って、この中国人虐殺事件を含めて四大虐殺事件とする呼称がある。さらに、やはり方言のために朝鮮人と疑われたとして説明されることの多い沖縄出身者の虐殺を加えて五大虐殺事件とする場合もある。